# オールドファッション
「オールドファッション」は、back numberの19枚目のシングル。2018年11月21日にユニバーサルシグマから発売された。

## 解説
- 18枚目のシングル「大不正解」から3か月ぶりのリリース[2]。
- 初回盤と通常盤の2形態での発売。
- 初回盤は「オールドファッション」のMVとメイキングなどを収録したDVD付。
- 初回生産分(初回盤・通常盤問わず)は2019年度のアリーナツアーのチケット応募シリアルコード付。
- 初動売上は51,985枚を記録し、それまで同バンドで一番のヒットソングであった「クリスマスソング」の初動売上40,340枚から大きく伸ばした。

## 収録曲
| 全作詞・作曲: 清水依与吏、全編曲: back number(特記以外)。 |                                                                           |            |            |
| #                                                         | タイトル                                                                  | 作詞       | 作曲・編曲 |
| 1.                                                        | 「オールドファッション」(TBS系金曜ドラマ『大恋愛〜僕を忘れる君と』主題歌) | 清水依与吏 | 清水依与吏 |
| 2.                                                        | 「サマーワンダーランド」                                                  | 清水依与吏 | 清水依与吏 |
| 3.                                                        | 「Jaguar」                                                                | 清水依与吏 | 清水依与吏 |
| 4.                                                        | 「オールドファッション（Instrumental）」                                  | 清水依与吏 | 清水依与吏 |
| 5.                                                        | 「サマーワンダーランド（Instrumental）」                                  | 清水依与吏 | 清水依与吏 |
| 6.                                                        | 「Jaguar（Instrumental）」                                                | 清水依与吏 | 清水依与吏 |

表題曲「オールドファッション」の編曲には、「花束」なども手掛けた島田昌典が加わっている。

### 初回限定盤DVD
1. 「オールドファッション」music video
2. 「オールドファッション」music of studio recording & music video & photo session
3. exclusive video

## タイアップ
| 曲名                 | タイアップ                                      |
| -------------------- | ----------------------------------------------- |
| オールドファッション | TBS系金曜ドラマ『大恋愛〜僕を忘れる君と』主題歌 |